# Episodi di Penn Zero: Eroe Part-Time (seconda stagione)
La seconda stagione di Penn Zero: Eroe Part-Time è andata in onda in prima visione assoluta dal 10 luglio 2017 negli Stati Uniti su Disney XD. In Italia è in onda dal 16 ottobre 2017 su Disney XD (Italia).
| nº    | Titolo originale                                           | Titolo italiano                                             | Prima TV USA   | Prima TV Italia   |
| ----- | ---------------------------------------------------------- | ----------------------------------------------------------- | -------------- | ----------------- |
| 1     | The Pirates, the Parrot, the Puzzles and the Talking Boats | I pirati, il pappagallo, gli indovinelli e le navi parlanti | 10 luglio 2017 | 16 ottobre 2017   |
| 2     | Alpha, Bravo, Unicorn                                      | Blaze e l'esercito di unicorni                              | 11 luglio 2017 | 17 ottobre 2017   |
| 2     | A Game of Cat and Mouse                                    | Come il gatto con il topo                                   | 11 luglio 2017 | 17 ottobre 2017   |
| 3     | Wings of Destiny                                           | Le ali del Destino                                          | 12 luglio 2017 | 18 ottobre 2017   |
| 3     | Sensitivity Training                                       | Corso di sensibilità                                        | 12 luglio 2017 | 18 ottobre 2017   |
| 4     | The Bewildering Bout of the Astounding Automatons          | Il combattimento tra automi                                 | 13 luglio 2017 | 19 ottobre 2017   |
| 4     | Back to the Past of Future Balls                           | Ritorno al passato delle palline del futuro                 | 13 luglio 2017 | 19 ottobre 2017   |
| 5     | A Tale of Two Wizards                                      | Il racconto di due maghi                                    | 17 luglio 2017 | 20 ottobre 2017   |
| 5     | Rockullan, Papyron, Scissorian                             | Cartiani, Forbiciani e Sassulliani                          | 17 luglio 2017 | 20 ottobre 2017   |
| 6     | Be My Ghost                                                | Sonny il fantasma                                           | 18 luglio 2017 | 23 ottobre 2017   |
| 6     | The Chinchilla                                             | Il cincillà                                                 | 18 luglio 2017 | 23 ottobre 2017   |
| 7     | The Kobayashis                                             | La famiglia Kobayashi                                       | 19 luglio 2017 | 24 ottobre 2017   |
| 7     | Cereal Fugitives                                           | Cereali in fuga                                             | 19 luglio 2017 | 24 ottobre 2017   |
| 8     | The Last Mountain Beast                                    | L'ultima bestia di montagna                                 | 20 luglio 2017 | 25 ottobre 2017   |
| 9     | Ninki Ninja Fight Town                                     | L'isola dei guerrieri Ninki Ninja                           | 24 luglio 2017 | 26 ottobre 2017   |
| 9     | My Mischievous Son                                         | Quel monello di mio figlio                                  | 24 luglio 2017 | 26 ottobre 2017   |
| 10    | That Purple Guy                                            | Il matrimonio viola                                         | 25 luglio 2017 | 27 ottobre 2017   |
| 10    | Rootilda                                                   | Germilda                                                    | 25 luglio 2017 | 27 ottobre 2017   |
| 11    | The Most Dangerous World Imaginable                        | L'anniversario                                              | 26 luglio 2017 | 30 ottobre 2017   |
| 11    | Trading Faces                                              | Scambio di corpi                                            | 26 luglio 2017 | 30 ottobre 2017   |
| 12    | 13 Big Problems                                            | La pagella di Boone                                         | 27 luglio 2017 | 31 ottobre 2017   |
| 12    | Mr. Rippen                                                 | Buon compleanno, Rippen!                                    | 27 luglio 2017 | 31 ottobre 2017   |
| 13-14 | At the End of the Worlds                                   | Alla fine dei Mondi                                         | 28 luglio 2017 | 1-2 novembre 2017 |